# Norsk kulturråds ærespris
Der Norsk kulturråds ærespris (Ehrenpreis des norwegischen Kulturrates) ist eine Auszeichnung, die seit 1968 jährlich vom norwegischen Kulturrat an Personen, Gruppen oder Vereinigungen vergeben wird, die einen besonderen Beitrag zur norwegischen Kunst und Kultur geleistet haben. Der mit 600 000 Norwegischen Kronen (etwa 56 500 Euro) dotierte Preis gilt als der wichtigste Kulturpreis Norwegens. Seit 1994 erhalten die Preisträger zudem eine Statue der Künstlerin Elena Engelsen.
Bis zum 1. September des jeweiligen Jahres können von der Öffentlichkeit Personen nominiert werden. Die Preisträger werden von den Mitgliedern des Kulturrates aus diesen Nominierten ausgewählt.

## Preisträger
- 1968: Fritz von der Lippe
- 1969: Hans Peter L’Orange
- 1970: Alf Prøysen
- 1971: Alf Rolfsen
- 1972: Klaus Egge
- 1973: Hans Heiberg
- 1974: Hans J. Henriksen
- 1975: Ingeborg Refling Hagen
- 1976: Sigbjørn Bernhoft Osa
- 1977: Ella Hval
- 1978: Olav Dalgard
- 1979: Harald Sæverud
- 1980: Sonja Hagemann
- 1981: Erling Stordahl
- 1982: Halldis Moren Vesaas
- 1983: Sigmund Skard
- 1984: Helge Sivertsen
- 1985:	Lars Brandstrup
- 1986: Helge Ingstad
- 1987: Nils Johan Rud
- 1988: Arne Skouen
- 1989: Espen Skjønberg
- 1990: Arne Nordheim
- 1991: Synnøve Anker Aurdal
- 1992: Iver Jåks
- 1993: Erik Bye
- 1994: Anne-Cath. Vestly
- 1995: Ole Henrik Moe
- 1996: Arve Tellefsen
- 1997: Liv Ullmann
- 1998: Sverre Fehn
- 1999: Finn Carling
- 2000: Anne Brown
- 2001: Kjartan Slettemark
- 2002: Edith Roger
- 2003: Jon Fosse
- 2004: Jan Garbarek
- 2005: Agnes Buen Garnås
- 2006: Bruno Oldani
- 2007: Jon Eikemo
- 2008: Solveig Kringlebotn
- 2009: Mari Boine
- 2010: Tor Åge Bringsværd
- 2011: Inger Sitter
- 2012: Soon-Mi Chung und Stephan Barratt-Due
- 2013: Anne Borg
- 2014:	Jan Erik Vold
- 2015: Skulpturlandskap Nordland
- 2016:	Forsvarets musikk
- 2017: Miloud Guiderk
- 2018: Synnøve Persen
- 2019: Therese Bjørneboe
- 2020: Cliff Moustache

(Quelle:)